# Sallai Mihály (muzsikus)
Sallai Mihály (1910. október 27. – 1970. március 5.) zeneszerző, cigányprímás, zenekarvezető a huszadik század derekának népszerű muzsikusa. Számos hanglemeze jelent meg, több zenei formációban előadóként is megjelent leginkább a magyar nóta műfajában, de a populáris zenei csoportosulásokban is. Együttesével leginkább zenés szórakozóhelyeken muzsikált.

## Családja
Apja Sallai Antal, anyja a csicsai muzsikus család tagja, Csicsai Ilona volt.

## Életpályája
```
Csilingelő gyöngyvirágok 
ki volt a gazdátok?
Beszélnétek, ha tudnátok
ugy-e, kis virágok
Talán az a barna kislány
kinek szeme égő gyémánt?
Álmaimban mindig látom,
Övé az én boldogságom,
Övé az és legszebb álmom,
  minden imádságom..

Daloljatok, kis madarak
Nyílnak a virágok!
Annak a kis barna lánynak,
Kit a réten láttok...
Piros rózsás kötőjébe
Szedegeti a virágot;
Óh, csak én is ott lehetnék,
És tinéktek segíthetnék,
Piros rózsás kötőjébe
  vadvirágot szednék!
```

Szülei korán elhunytak, gyermekkorában sokat betegeskedett. Anyai nagyapja kezdte tanítani. Pécsett és Kaposváron tanult magántanulóként. Tizenöt éves korában kórházba került. Míg eszméletlenül feküdt, valaki egy csokor gyöngyvirágot hagyott mellette. Mikor magához tért, kérdezte társait, akik csak annyit tudtak, hogy egy barna kislány volt. Ez ihlette a Csilingelő gyöngyvirágok című dalának megírására. Sallayra jellemző a versforma: négy sor után öt sor, majd azt lezáró egyetlen sor a téma érzelmi lezárásaként, refrén nélkül.
Gyógyulása után cigányzenészként kereste meg taníttatásának költségeit. Első saját zenekarát még Tapolcán alakította meg 1929-ben. 1931 és 1941 között már prímásként dolgozott. 1933 körül a Kőváry dzsessz-zenekarral lépett fel. A zürichi Paprika csárdát 1941-ben alapította Weisz Ede, az általa kiadott hanglemezeken többnyire mások nótáit énekelte. Ezeken a lemezeken többnyire hiányzik a szerző neve, nyilván a háborús viszonyok miatt. A kárpátaljai bevonulás után Sallai az ottani magyaroknak játszott Ungváron egészen 1945-ig, akkor el kellett hagynia Kárpátalját. Nótáinak társszerzője Rácz Béla volt, hanglemeze először Odeon címkével jelent meg 1943-ban Kalmár Pál előadásában a Minek neked a templom (Vége van egy olyan tiszta szerelemnek). A békés évek meghozták a sikereit.  Solti Károly, Bihary József, Cselényi József, Szedő Miklós, Bálint Zoltán, Szalay László, Bóka László, Szántó Gyula, Vinczellér János, Rózsa Béla és Dóry József énekelték lemezre a dalait; Durium Pátria, Mesterhang, Darling, Libertas, His Master's Voice, Radiola lemezkiadóknál.

## Zenei világa
A két világháború között Magyarországon a zenés szórakoztatóipar (kávéházak, vendéglők) összetétele a következő típusokba rendeződött.
- Sramli, leginkább Óbudán, jellemzően fúvóshangszerek
- Bárzongora, háttérzeneként esetenként ütős hangszerekkel
- Könnyű szórakoztatózene, általában táncolási lehetőséggel. Latin (boleró, tangó), vagy észak-amerikai (cserlszton, foxtrott, szving, keringő), könnyű fúvósszenével (szakszofon, klarinét) ütőhangszerekkel. Ezt a műfajt a köznyelv szerette dzsesszként emlegetni. A dzsesszre jellemző improvizáció természetesen létezett, olyanok, mint a Chappy Tánczenekar (Orlay Jenő).
- Cigányzene népzenéből leszármaztatott műzene formájában (hallgató, mulatós; nagy ritkán csárdás), vonósokból álló zenekarral. Még a ritmushangszer is vonós volt, többnyire nagybőgő.

Sallai műfaja szerzőként a cigányzene volt, de előadóként időnként csatlakozott könnyű szórakoztatózenét játszó együttesekhez is, mint például a Holéczy Együttes. Egy svájci magyar vállalkozásnál (Zürich, Paprika Csárda) Paprikás címkével jelentek meg hanglemezei, ezek jellemző példája a
Schneider Fáni One Step. PW-81-B Énekli: Sallay Misi Zenekar és Kórussal. (A lemezcímkén nem szerepelnek a szerzők: Hetényi-Heidelberg Ernő és Nádor József.) Schneider Fáni. YouTube
Hasonló műfaji kirándulása volt 1948-ban az F.T.C Hajrá! majd később a Mecseki induló (Holéczi Quartet és Chappy), vagy a Dal az Unikumról.

## Lemezkiadói
- Odeon
- Durium Pátria
- Mesterhang
- Darling
- Libertas
- His Maters Voice
- Radiola
- Qualiton (ez már mikrobarázdás lett)

## Szerzeményei
Ahol ismert, feltüntetjük az ISWC kódot. A társzerző nevét zárójelbe írtuk. Zárójelben szerepel az előadók egyike. A dalok legtöbbje megjelent a Szól a nóta dalosfüzet sorozatban, némelyiknek a kottája is.
- Piros rózsák beszélgetnek (Rácz Béla) [7]
- Lélek van a hegedűmben T-007.127.976-9
- Cifra tornyos szánkó T-007.000.166-9 (Vörös Kálmán és cigányzenekara)
- Este ha lefekszik, álmodozzon rólam T-007.000.323-4 (Burka Sándor)
- Este jönnek el az álmok T-007.000.324-5 (Berki László zenekara)
- Kisgyermek koromban T-007.008.768-1
- Kócos fejed ha rám hajtod T-007.005.016-6 (00143110234 Horváth Jenő)  (Déki Lakatos Sándor zenekara)
- Volt egyszer egy ezüst város T-007.006.183-4 (00016649870 Kovács Andor) (Szigeti Ferenc, Bader Ernő és zenekara)
- Szőke sem kell T-007.005.957-2 (00142624200 Kőszegi Pál) (Buda Jenő, Tabáni István, Szilágyi Sándor)
- Józanságot ne várjatok T-007.008.770-5
- Jégvirágos hideg tél volt T-007.008.660-0 (00025200635 Rácz Béla ) (Kokas László és Király Vali) Durium Patria D48.463
- Talán majd egy napon elmondom tenéked T-007.008.663-3 (00025200635 Rácz Béla sen.) (Vörös Kálmán zenekara)
- Virágzott az aranyerdő (Goldener Wald) T-007.008.664-4 (Rácz Béla) (Magyari Imre népi zenekara)
- Csak úgy mondom magának T-007.032.143-5 (Oláh Kálmán zenekara, 75 előadó felsorolva)
- Hajrá Fradi T-007.008.767-0  (Földényi kórus, Stúdió 11)
- Mecseki induló fox T-007.008.771-6 (Chappy Tánczenekar, Holéczy Quartet) Columbia OH 164
- Piros csákót kaptam T-007.008.769-2 (ifj. Berki Béla és zenekara)
- Vége van egy olyan tiszta szerelemnek (Minek neked Templom) T-007.008.772-7 (Miskolci Balogh Zoltán és zenekara)
- Vége lett egy olyan tiszta szerelemnek T-317.729.943-9 (Szűcs Julika)
- Ditta keringő (Danza delle Dita) T-007.127.346-5 (Rácz Béla)
- Nem mondok le rólad  (Talán majd egy napon) (Rácz Béla) T-007.127.348-7
- Gyere Kati T-007.127.968-9
- Hervadozó ősznek T-007.127.969-0
- Nem neked születtem T-007.127.970-3
- szövegtelen művek T-007.127.971-4
- Balaton, gyönyörűszép Balaton T-007.127.972-5
- De szomorú  nótátok T-007.127.973-6
- Hulldogálnak T-007.127.974-7
- Juli néni tizenhárom tyúkja (Ezekkel a sofőrökkel baj van) T-007.127.975-8 (Horváth István, 29 előadó)
- Nem egy kislány van ezen a világon T-007.127.977-0 (Babusa Miklós)
- Nem tudom, hogy engem miért ver úgy az isten T-007.127.978-1 (Boros Dénes és zenekara)
- Sajnálom (Cigányzenészek) T-007.127.979-2
- Öreg fiúk T-007.158.809-4
- Szép álom, szép T-007.199.336-6 (Bakacsi Béla)
- U tvom oku (Bogdan Zvonimir)  T-916.036.958-4  U tvom oku. YouTube (Még mindig mosoly van a szemedben) Jugoton 500496
- Fagyban, közepében a télnek (Vége, vége, vége már) T-323.490.870-0 (Ötvös Dorián, Harmath Imre)
- Spler pjesma, kad sam bio (Mladan lovac ja, u tvom oku) T-328.681.470-4 (Kertész Zsigmond Lajos)  Kad sam bio mlađan lovac ja. YouTube [* 1] (Amikor fiatal vadász voltam, egy lány szertett engem)
- Ha majd egyszer a szívedbe T-330.555.400-7
- Ez a legszebb emlék T-330.703.794-7 (Sztojka Zoltán és zenekara)
- Dal a Zwack Unikumról (Sallay-Holéczi) Odeon  A 198078 Holéczy énekegyüttes HO-2651
- A Polgári sör vezet Kőbányai Polgári sörfőző Rt. Sallai Misi  YouTube

### Különleges lemezek
Két hangfelvételét üveglemezre készítették a még a negyvenes években
- Cseresznyefa virágzáskor. YouTube
- Dalos ajkú barna kislány. YouTube

### A Parikás lemezek
A Paprikás címkével készült lemezeket PW-1-től PW-101 jellegű lajtromjellel látták el (Paprikás Weiss). Made in New York, domestic use only felirattal. A szlovák nyelvterület számára például az SK-1 tartalma: Slovakian csárdás medley – Played by Slovakian dance orchestra.
- PW-54 Este ha lefekszik, álmodozzon rólam (Sallai Misi) – Csak még egyszer tudnék hazamenni (Mindszenti István és Oláh Kálmán cigányzenekara)
- PW-71 Gyere Bodri kutyám (Cselényi József) – Hogy mondjam el néked (Sallai Misi)
- PW-78 Temető a Tisza (Sallai Misi) – Tele van a város akácfavirággal (Sallai Misi)
- PW-81 Nem vagyok én soha részeg (Sebő Miklós és  Hlaszni Béla zenekara)– Schneider Fáni (Sallai Misi)
- PW-82 Ez a legszebb emlék életemben  (Sallai Misi) – Csak az esik nekem keservesen (Csárdás egyveleg Sallai Misi zenekarával)